# Едит Мари Батарингаја
Едит Мари Батарингаја рођена Каијука (1929–1977) била је истакнута угандска политичка активисткиња и угандска политичка фигура након стицања независности. Била је суоснивач Уније жена Уганде и Савета жена Уганде заједно са Родом Калемом и Терезом Мбире.  Била је удата за Базила Кизу Батарингају, истакнутог угандског политичара у Уганди након стицања независности. 

## Младост
Едит Мери Каијука је рођена 1929. године у Кабалеу, граду у западном региону Уганде.  Њен отац је био велечасни Каијука, истакнути велечасни у Цркви Уганде и учитељ из суседног села Бугонги Хил. 

## Политичка каријера
Едит Мери Каијука се удала за Базила Кизу Батарингају, сина Марка Кизе, Саза поглавице Буниаругуруа, и променила је име у Едит Мери Батарингаја.  У време њиховог брака, Базил Киза Батарингаја је похађао школу, на Државном колеџу за обуку наставника Уганде и на Универзитету Макерере у Кампали, Уганда.  
Базил Киза Батарингаја је брзо постао истакнута политичка личност у Уганди. Батарингаја се кандидовао као члан Демократске партије Уганде за законодавно место за Дистрикт Анколе у Законодавном већу Уганде у прелазној влади између протектората Уганде из колонијалног доба и Републике Уганде на првим директним изборима у целој земљи, у марту 1961.  Постао је вођа опозиције током режима Милтона Оботеа и помогао да се успостави улога провере политичког руководства у Уганди.  Базил Киза Батарингаја пребегао је из Демократске партије Уганде у странку Уганде народног конгреса Милтона Оботеа у парламенту Уганде у првом политичком пребегу високог профила у историји Уганде.  Базил Киза Батарингаја је постао моћни министар унутрашњих послова и брзо је стекао поверење премијера Оботеа.
Едит Мери Батарингаја је постала утицајна фигура у режиму Милтона Оботеа након што је Базил Киза Батарингаја пребегао и преузео улогу министра унутрашњих послова. Често је путовала са својим мужем на путовања у иностранство представљајући Уганду и разговарајући о својој улози шефа и суоснивача Савета жена Уганде са дипломатама у иностранству.  Најважније је њено путовање у Сједињене Америчке Државе где се састала са члановима Стејт департмента Сједињених Држава поред посете Дизниленду. 

## Активизам
Едит Мари Батарингаја је била истакнута активисткиња поред политичких дужности које је преузела као  супружник политичара високог профила. Батарингаја је покренула Унију жена Уганде и Савет жена Уганде заједно са Родом Калемом и Терезом Мбире.  Године 1960, под вођством Батарингаје, Савет жена Уганде донео је резолуцију у којој се позива на то да закони који се односе на брак, развод и наслеђе треба да буду забележени у писаној форми и објављени широм земље – што је први корак ка кодификацији обичајних и модерних пракси. Током прве деценије независности, овај савет је такође вршио притисак на законске реформе које би свим женама дале право да поседују имовину и да задрже старатељство над својом децом ако се њихов брак заврши.  Рад Савета жена Уганде под вођством Батарингаје довео је до промена у законима о разводу у Уганди, што је довело до писане кодификације Закона о разводу који мушкарцима и женама даје једнаке могућности за развод. 

## Смрт
Муж Едит Мери Батарингаја Базил Киза Батарингаја предводио је покушај хапшења Идија Амина, што га чини једним од првих Уганђана које је привела нова влада Иди Амина.  Док је био у притвору, Батарингаја је мучен и затворен је у затвору Макиндие.  Батарингаја је потом послат на периферију града Мбарара, где је жив раскомадан.  Његова одсечена глава је тада била изложена на стубу, и парадирала је градом Мбарара док на крају није била изложена у касарни Мбарара. 
Едит Мари Батарингаја постала је удовица која је сама одгајала своје осморо деце на поседу Батарингаја у Мбарари, и постала истакнута претећа политичка противница Иди Амина.  Сама Батарингаја је погубљена 1977. током касније чистке од стране Иди Амина, наводно од стране Џуме Башира, гувернера западне провинције Уганде.  Њено изгорело тело је касније пронађено на земљишту у Мбарари у власништву породице Батарингаја.  Због тога је њено осморо деце остало сирочад. Подигао их је њен брат, др Емануел Каијука.

## Лични живот

### Породица
Едит Мари и Базил Киза Батарингаја имали су осморо деце: Др Џефри Базил Батарингаја, Базил Батарингаја мл, Грејс Батарингаја, Кејнет Батарингаја, Џеки Батарингаја, Џенет Батарингаја, Џулијет Вавамуно и Др Ајша Батарингаја-Секалала. Деца су остала сирочад 1977. пошто су оба родитеља убијена од стране Аминовог режима. Брат Едит Мери Батарингаје, др Емануел Каијука, који је касније служио као комесар за здравство Уганде, одгајао је децу када су остала сирочад због убистава својих родитеља. 
1985. године, осморо деце се поново ујединило први пут од убиства њихове мајке у граду Мујенга у Уганди. Сва њихова деца су од 2003. године наставила са успешним каријерама: Грејс Батарингаја је доктор ветеринарске медицине и менаџер догађаја, Кенет Батарингаја је бизнисмен који управља породичним имањем, Џеки Батарингаја је доктор у невладиној организацији и ради у Харареу, Зимбабве, Џенет Батарингаја ради у јавном здравству у Бостону, Масачусетс у Сједињеним Државама, Џулијет Вавамуно (рођена Батарингаја) је докторка која ради за Светску здравствену организацију, а Ајша Батарингаја-Секалала (рођена Батарингаја) студира на Универзитету Западног Кејпа у Јужној Африци.

### Религиозно опредељење
Батарингаја је била католкиња и била је укључена у Католичку цркву у Уганди током своје каријере у активизму и политици.  Њен отац је био пречасни цркве Уганде, и она је одрасла у цркви Уганде.  Батарингајин муж је у почетку био учитељ у католичкој школи у Анколеу, а на крају је водио све католичке школе у Анколеу пре него што је ушао у политику.  Едит Мери Батарингаја је постала католкиња након удаје за Базила Кизу Батарингају и током своје каријере радила је са локалним католичким министарствима, а наведена је као пријатељ и савезник католичких мисија у региону Мбарара у Уганди. 